# Luchthaven Ghadames
Luchthaven Ghadames (IATA: LTD, ICAO: HLTD) is een kleine, regionale luchthaven in Ghadames, Libië.
De luchthaven is permanent gesloten. (d.w.z. geen vluchten meer)
Er werden de volgende vluchten aangeboden:
- Air Libya Tibesti: Tripoli
- Libyan Airlines: Tripoli